# 188
Glej tudi: število 188
188 (CLXXXVIII) je bilo prestopno leto, ki se je po julijanskem koledarju začelo na ponedeljek.

## Dogodki
- 1. januar

## Rojstva
- Karakala, rimski cesar